# جز آستان توام در جهان پناهی نیست
غزلی با مطلع «جز آستان توام در جهان پناهی نیست» غزل شمارهٔ ۷۶ از دیوانِ حافظ در تصحیحِ محمد قزوینی و قاسم غنی است.

## در اجراها
قوامی در برنامهٔ شمارهٔ ۲۰۱ از برنامهٔ برگ سبز این غزل را در دستگاهِ شور اجرا کرده‌است.

## در دیگر آثار هنری
در مرقع آق‌قویونلو (H2160) سه قطعه با رقم جعفر حافظ وجود دارد که یکی از قطعات شامل بیت‌هایی از این غزل می‌باشد.کاتب این اشعار جعفر بایسنقری است. این مرقع که درحال حاضر در کتابخانهٔ توپ‌کاپی‌سرایی استانبول نگهداری می‌شود، درمجموع ۷۶۳  قطعه دارد که ۹۲ قطعهٔ آن از اشعار حافظ است.
همچنین برروی قدیمی‌ترین و معروف‌ترین قالی ایرانی که برروی آن شعر حافظ دیده می‌شود، بیت اول این غزل نقش بسته. این قالی را مقصود کاشانی در سال ۹۳۶ ه‍.ق/۱۵۳۰ م بافته و چون بنا بوده که این قالی به آستان قدس یا بقعهٔ شیخ صفی‌الدین وقف شود، این بیت برای آن انتخاب شده. این اثر در حال حاضر در موزه‌ٔ ویکتوریا و آلبرت لندن نگهداری می‌شود.